# Hlińska Przełęcz (Tatry Zachodnie)
Hlińska Przełęcz (słow. Hlinské sedlo) – przełęcz w grani głównej Tatr Zachodnich pomiędzy Kamienistą (2127 m) i Smreczyńskim Wierchem (2070 m). Znajduje się na wysokości 1906 m n.p.m. (według wcześniejszego pomiaru 1907 m) i zbudowana jest ze skał krystalicznych. Od polskiej strony jej zbocza opadają do Dolinki (odgałęzienie Doliny Pyszniańskiej), od strony słowackiej do Zawratu Kokawskiego, będącego odgałęzieniem doliny Hliny. Nazwa przełęczy pochodzi od doliny Hliny. Ze względu na swoją wysokość i niewygodne podejścia przełęcz ta nie była używana jako droga na drugą stronę Tatr.
Przez przełęcz nie prowadzą żadne szlaki turystyczne. Znajduje się na terenie podlegającym ścisłej ochronie. W Hlińskiej Przełęczy znajduje się najgłębszy w całych Tatrach rów grzbietowy – Hliński Rów.